# Laosz címere

Laosz címere

Laosz címere egy rizsszálakból összeállított koszorúval körülvett tájkép, amelyen vízerőművet, műutat és rizsföldet ábrázoltak. Az embléma felső részét ötágú csillag és sarló-kalapács díszítette, 1991-től ezeket a jelképeket levették, és egy pagodát helyeztek el a helyükön. A rizskoszorút egy vörös színű szalag fogja körül, amire sárga betűkkel az ország nevét írták.